# Methanothermobacter marburgensis
Methanothermobacter marburgensis es una arquea metanógena termófila y estrictamente autótrofa. Su cepa tipo es MarburgT. Su genoma se ha secuenciado.
Fue nombrado después de la ciudad de Marburgo, Alemania, donde fue aislado a partir de lodos de aguas residuales, pero también vive en aguas termales.  Las células son delgadas y poseen forma de barra.  Se reduce el dióxido de carbono y hidrógeno para energía, sino que también puede metabolizar etilo.

## Otras lecturas
- Ding, Xia; Yang, Wei-Jun; Min, Hang; Peng, Xiao-Tong; Zhou, Huai-Yang; Lu, Zhen-Mei (2010). «Isolation and characterization of a new strain of Methanothermobacter marburgensis DX01 from hot springs in China». Anaerobe 16 (1): 54-59. ISSN 1075-9964. doi:10.1016/j.anaerobe.2009.04.001.
- Duin, Evert C.; Prakash, Divya; Brungess, Charlene (2011). Methyl-Coenzyme M Reductase from Methanothermobacter marburgensis 494. pp. 159-187. ISSN 0076-6879. doi:10.1016/B978-0-12-385112-3.00009-3.
- Rittmann, S.; Seifert, A.; Herwig, C. (Jan 2012). «Quantitative analysis of media dilution rate effects on Methanothermobacter marburgensis grown in continuous culture on H-2 and CO2». Biomass and Bioenergy 36: 293-301. doi:10.1016/j.biombioe.2011.10.038.
- Kaster, Anne-Kristin; Goenrich, Meike; Seedorf, Henning; Liesegang, Heiko; Wollherr, Antje; Gottschalk, Gerhard; Thauer, Rudolf K. (18 de febrero de 2011).  Lowe, Todd M., ed. More Than 200 Genes Required for Methane Formation from H2 and CO2 and Energy Conservation Are Present in Methanothermobacter marburgensis and Methanothermobacter thermautotrophicus. p. 23. ISSN 1472-3646. doi:10.1155/2011/973848. 973848.
- Vitt, Stella; Ma, Kesen; Warkentin, Eberhard; Moll, Johanna; Pierik, Antonio J.; Shima, Seigo; Ermler, Ulrich (29 de julio de 2014). «The F-420-Reducing [NiFe]-Hydrogenase Complex from Methanothermobacter marburgensis, the First X-ray Structure of a Group 3 Family Member». Journal of Molecular Biology 426 (15): 2813-2826. doi:10.1016/j.jmb.2014.05.024.

### Bases de datos científicos
- PubMed
- PubMed Central
- Google Scholar